# Коттон, Роберт
Сэр Ро́берт Брюс Ко́ттон (англ. Robert Bruce Cotton; 1571—1631) — английский библиофил и антикварий, создавший крупнейшее частное книжное собрание своего времени. В 1753 году из его библиотеки родился рукописный отдел Британского музея, позднее выделившийся в Британскую библиотеку.
Роберт Коттон заинтересовался старинными манускриптами во время обучения в Вестминтерской школе (Лондон), где попал под влияние своего учителя — историка и антиквария Уильяма Кэмдена. Коттон стал собирать книги и рукописи с 17 лет. Продолжил образование в Джизус-колледже Кембриджского университета, который окончил в 1585 году со званием бакалавра.
Привлечённые его книгами, в вестминстерский особняк Коттона стремились попасть учёнейшие люди Англии. Король Яков I пожаловал его в рыцари, а потом и в баронеты (1611). Фактически он стал первым баронетом Нового времени.
В 1601 году Коттон избрался в парламент и принялся ссуживать свои книги другим депутатам. Радикалы вроде Джона Пима стали собираться в его доме и использовать его познания для написания антиправительственных трактатов. Некоторые из них циркулировали под именем Коттона. Коттон избирался в парламент 5 раз (1601, 1604—1611, 1624, 1625, 1628—1629). Был другом философа и государственного деятеля Фрэнсиса Бэкона; доставлял ему книги для работы когда тот, находясь в опале в своём поместье Горхэмбери, писал историческую книгу о правлении Генриха VII.
Окружение Карла I, будучи встревожено деятельностью Коттона, постановило конфисковать его библиотеку, а самого его заключить под стражу (1629). Его вскоре выпустили, однако библиотеку смог вернуть себе только его сын.
Среди жемчужин Коттоновской библиотеки — Евангелие из Линдисфарна и единственный список «Беовульфа», а также сильно пострадавшая от пожара греческая иллюстрированная Книга Бытия VI века.
Коттоны продолжали расширять собрание в течение всего XVII века, а в 1700 году пожертвовали его государству.

## Источник
- Роберт Коттон в Британской энциклопедии